# L.A. (Light Album)
《L.A. (Light Album)》는 미국의 록 밴드 비치 보이스의 스물세 번째 정규 음반이다. 1979년 3월 19일에 발매된 이 음반은 CBS 레코드에서 발행된 이 밴드의 첫 번째 음반이었다. 이 제작은 전 비치 보이스 멤버 브루스 존스턴, 밴드 자체, 그리고 그들의 매니저 제임스 윌리엄 게시오가 맡았다.

## 배경
이 음반의 버려진 트랙 중 하나는 〈California Feelin'〉이었다. 이 밴드의 녹음은 나중에 2013년 컴필레이션 《Made in California》를 위해 발표되었다.

## 반응
| 전문가 평가                   | 전문가 평가 |
| 평가 점수                     | 평가 점수   |
| 출처                          | 점수        |
| ----------------------------- | ----------- |
| AllMusic                      | [ 2 ]       |
| Blender                       | [ 3 ]       |
| Christgau's Record Guide      | C+          |
| Encyclopedia of Popular Music | [ 5 ]       |
| MusicHound                    | woof!       |
| The Rolling Stone Album Guide | [ 7 ]       |

《롤링 스톤》의 비평가 데이브 마쉬는 "비치 보이스는 《Wild Honey》 이후 훌륭한 록 음악을 만들어내지 못했고 《Holland》 이후 유능한 팝 음악을 만들어내지 못했다"고 썼다.
돌이켜보면 《언컷》의 리차드 윌리엄스는 〈Angel Come Home〉이라는 트랙을 '지금까지 만들어진 음악 중 가장 아름답고 절묘하게 고통이 가미된 하얀 소울 음악'이라고 언급했고, 2000년 CD 재발행 라이너 노트를 쓴 음악사학자 제프 타마킨은 "이 음반에 대해 감히 보면 부인할 수 없는 탁월함이 있다"고 말했다. 이와는 대조적으로, 올뮤직 비평가 존 부시는 "비치 보이스는 그들의 경력 중 최악의 음반을 발표함으로써 10년을 마감했다"며, 이 음반을 "작곡과 제작상의 결함에도 불구하고 비치 보이스를 현대 주류로 밀어 넣으려는 또 다른 이상한 시도"라고 묘사했다.

## 곡 목록
| #  | 제목                  | 작사·작곡                                  | 리드 보컬   | 재생 시간 |
| -- | --------------------- | ------------------------------------------ | ----------- | --------- |
| 1. | 〈Good Timin'〉       | 브라이언 윌슨, 칼 윌슨                     | C. 윌슨     | 2:12      |
| 2. | 〈Lady Lynda〉        | 요한 제바스티안 바흐, 앨 자딘, 론 알트바흐 | 자딘        | 3:58      |
| 3. | 〈Full Sail〉         | C. 윌슨, 제프리 쿠싱머레이                 | C. 윌슨     | 2:56      |
| 4. | 〈Angel Come Home〉   | C. 윌슨, 쿠싱머레이                        | 데니스 윌슨 | 3:39      |
| 5. | 〈Love Surrounds Me〉 | D. 윌슨, 쿠싱머레이                        | D. 윌슨     | 3:41      |
| 6. | 〈Sumahama〉          | 마이크 러브                                | 러브        | 4:07      |

| #  | 제목                     | 작사·작곡                       | 리드 보컬        | 재생 시간 |
| -- | ------------------------ | ------------------------------- | ---------------- | --------- |
| 1. | 〈Here Comes the Night〉 | B. 윌슨, 러브                   | C. 윌슨          | 10:51     |
| 2. | 〈Baby Blue〉            | D. 윌슨, 그레그 야콥슨, 카렌 램 | C. 윌슨, D. 윌슨 | 3:25      |
| 3. | 〈Goin' South〉          | C. 윌슨, 쿠싱머레이             | C. 윌슨          | 3:16      |
| 4. | 〈Shortnin' Bread〉      | 민요, B. 윌슨 (편곡)            | C. 윌슨, D. 윌슨 | 2:49      |